# Aljaksandr Kahaljou
Aljaksandr Aljaksandrwitsch Kahaljou (belarussisch Аляксандр Аляксандравіч Кагалёў, russisch Александр Алексеевич Когалев Alexander Alexejewitsch Kogalew; * 22. Mai 1994 in Minsk) ist ein belarussischer Eishockeyspieler, der seit 2017 beim HK Dinamo Minsk in der Kontinentalen Hockey-Liga unter Vertrag steht, aber auch für den HK Junost Minsk in der belarussischen Extraliga spielt.

## Karriere
Aljaksandr Kahaljou begann seine Karriere als Eishockeyspieler in seiner Heimatstadt beim HK Junost Minsk. Ab 2010 spielte er für die zweite Mannschaft des Klubs Junior Minsk in der belarussischen Wysschaja Liga, der zweithöchsten Spielklasse des Landes, sowie im Jugendteam in der russisch dominierten Nachwuchsliga Molodjoschnaja Chokkeinaja Liga. In der Folgesaison wurde er dann neben den Einsätzen im Juniorenteam und der zweiten Mannschaft auch in der ersten Mannschaft in der Extraliga eingesetzt. 2013 wurde er für das All-Star-Game der MHL nominiert. 2015 wechselte er zum HK Wizebsk, kehrte aber noch vor dem Playoffs 2016 zum HK Junost Minsk zurück, mit dem er belarussischer Meister wurde. Seit 2017 spielt er für den HK Dinamo Minsk in die Kontinentale Hockey-Liga, wird aber auch weiterhin von Junost in der Extraliga eingesetzt. So gewann er mit Junost den IIHF Continental Cup 2017/18 und die belarussischen Meisterschaften 2019, 2020 und 2021.

### International
Für Belarus nahm Kahaljou im Juniorenbereich an der U18-Weltmeisterschaft 2012, als der Aufstieg in die Top-Division gelang, und der U20-Weltmeisterschaften 2014 jeweils in der Division I teil.
In der belarussischen Nationalmannschaft debütierte er bei der Weltmeisterschaft 2017 in der Top-Division. 2019 spielte er in der Division I, wo ihm mit den Belarussen der Wiederaufstieg gelang, teil. Dieser konnte wegen der weltweiten Covid-19-Pandemie jedoch erst 2021, ohne Kahaljou, wahrgenommen werden.

## Erfolge und Auszeichnungen
- 2013 All-Star-Game der Molodjoschnaja Chokkeinaja Liga
- 2016 Belarussischer Meister mit dem HK Junost Minsk
- 2018 Gewinn des IIHF Continental Cup mit dem HK Junost Minsk
- 2019 Belarussischer Meister mit dem HK Junost Minsk
- 2020 Belarussischer Meister mit dem HK Junost Minsk
- 2021 Belarussischer Meister mit dem HK Junost Minsk

### International
- 2012 Aufstieg in die Top-Division bei der U18-Weltmeisterschaft der Division I, Gruppe B
- 2019 Aufstieg in die Top-Division bei der Weltmeisterschaft der Division I, Gruppe A